# Chinatown Charlie
Pour plus de détails, voir Fiche technique et Distribution.
Chinatown Charlie est un film américain réalisé par Charles Hines, sorti en 1928.

## Fiche technique
- Titre : Chinatown Charlie
- Réalisation : Charles Hines
- Scénario : Roland Asher, Owen Davis, John Grey et Paul Perez
- Photographie : William Miller et Al Wilson
- Montage : George Amy
- Pays de production : États-Unis
- Format : Noir et blanc - 1,33:1 - Film muet
- Genre : comédie
- Date de sortie : 1928

## Distribution
- Johnny Hines : Charlie
- Louise Lorraine : Annie Gordon
- Harry Gribbon : Red Mike
- Fred Kohler : Monk
- Sōjin Kamiyama : le Mandarin
- Scooter Lowry : Oswald
- Anna May Wong : l'amoureuse du mandarin
- George Kuwa : Hip Sing Toy